# 新斯米爾尼
新斯米尔尼（希臘語：Νέα Σμύρνη，意为“新士麥那”），是希臘阿提卡大區南雅典專區的市镇。市镇面积为3.524平方公里，據2021年人口普查，人口数量为72,853人。新斯米尔尼得名於古希臘城市士麥那（今土耳其城市伊兹密尔）。